# Johann Georg Schmitz
Johann Georg Schmitz von Schmetzen  (též Jan Jiří Schmitz či Ján Juraj Schmitz; 1765, Kežmarok – 26. října 1825, Bílsko) byl evangelický duchovní, pedagog, náboženský spisovatel a církevní hodnostář.

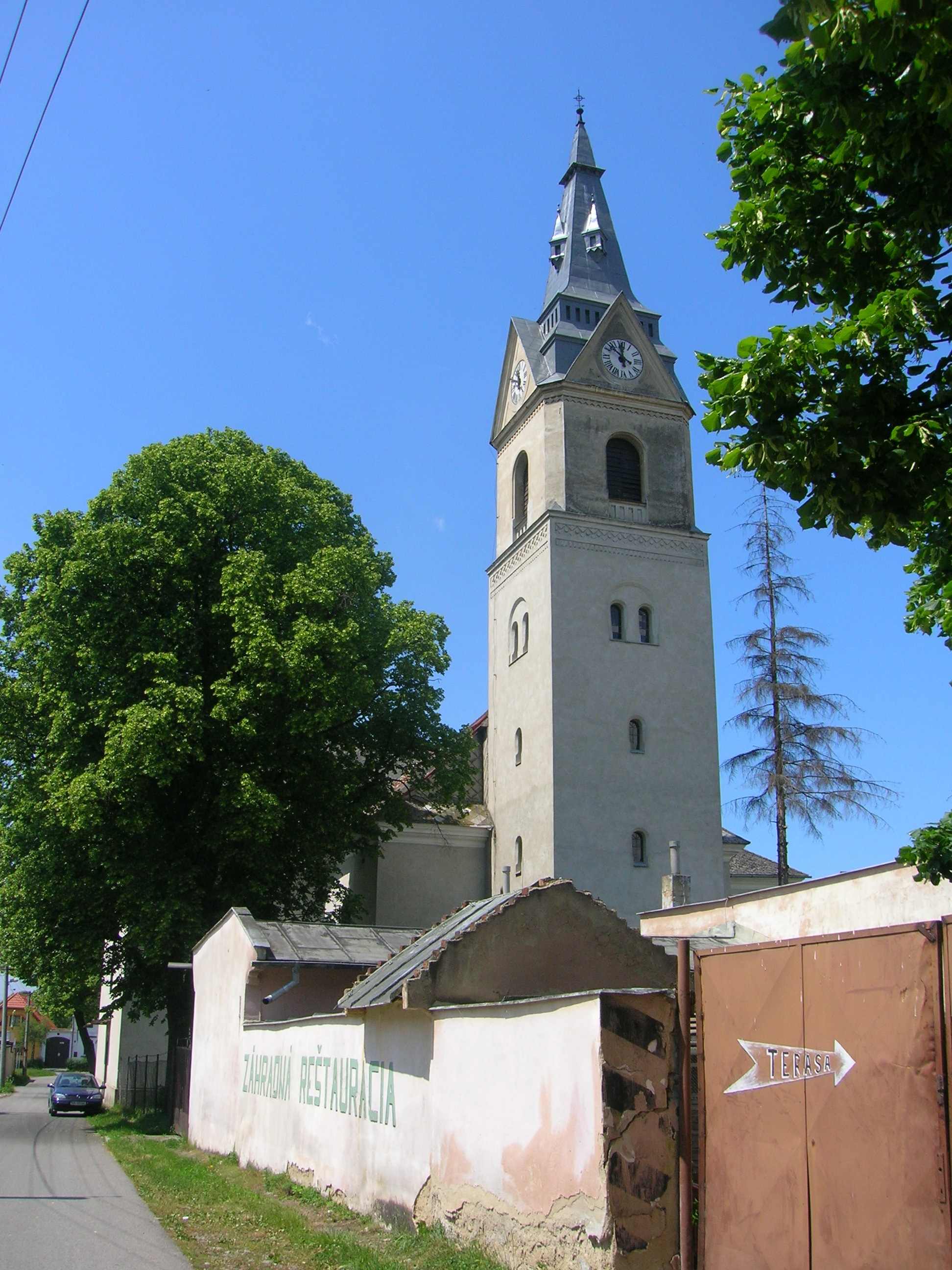
Evangelický kostel ve Veľké Lomnici, působiště J. G. Schmitze

Po ordinaci 1. května 1789 působil jako evangelický farář ve Veľké Lomnici; roku 1801 se stal seniorem Podtatranského seniorátu. Roku 1807 byl povolán na místo pastora do Bílska a ještě téhož roku se stal slezským seniorem. Od roku 1810 do smrti zastával úřad moravskoslezského superintendenta evangelické církve v Rakousku.
Je autorem německých náboženských spisů (zejména kázání) a světské i duchovní lyriky.